# Реддик, Лэнс
Лэнс Ре́ддик (англ. Lance Reddick; 7 июня 1962, Балтимор, Мэриленд, США — 17 марта 2023, Лос-Анджелес, Калифорния, США) — американский актёр театра и кино. Известен благодаря фильмам «Осада», «Я мечтала об Африке» и тетралогии «Джон Уик», сериалам «Тюрьма Оз», «Прослушка», «Остаться в живых», «Грань», «Босх» и «Обитель зла».

## Биография
Лэнс Реддик родился 7 июня 1962 года в Балтиморе, штат Мэриленд. Он начал актёрскую карьеру в 1990 году, но долго играл второстепенные роли, иногда даже почти незаметные. Самыми известными его фильмами в 90-х стали «Большие надежды», «Я мечтала об Африке» и «Осада». Реддик больше прославился в 2000-х годах, сыграв одну из главных ролей в легендарном сериале «Прослушка». В 2001 и в 2004 году играл капитана Гасана в детективном телесериале «Закон и порядок», а с 2000 по 2001 год сыграл Десмонда Мобая в «Тюрьме Оз». С 2005 по 2006 год сыграл в трёх эпизодах сериала «C.S.I.: Место преступления Майами», а в 2007 появился в одном эпизоде сериала «4исла». В 2008 году получил предложение сняться в телесериале «Остаться в живых». Сыграв в трёх эпизодах в 2008 и одном эпизоде в 2009, его персонаж — Мэттью Аббадон погибает от рук Бенджамина Лайнуса (Майкл Эмерсон), поэтому Реддик завершает работу над этим проектом. Также в 2008 году получил одну из главных ролей в телесериале «Грань», он играет агента Национальной Безопасности Филлипа Бройлса, который управляет отделом ФБР «За гранью», отвечающим за «Образец» (другое название — «Схема»). В игре Quantum Break (2016) исполняет роль Мартина Хэтча. В игре «Horizon Zero Dawn»(2017) и её продолжении «Horizon Forbidden West»(2022) воплотил образ Сайленса, загадочного помощника, а затем - антагониста главной героини.
Лэнс Реддик умер 17 марта в возрасте 60 лет. Дань уважения воздали коллеги и друзья, в том числе коллеги Реддика по «Прослушке» Уэнделл Пирс и Исайя Уитлок младший, создатель «Прослушки» Дэвид Саймон и его коллеги по «Джону Уику» Киану Ривз и Иэн МакШейн. Перед премьерным показом фильма «Джон Уик 4» память актёра почтили аплодисментами, а финальные титры фильма начались словами «В память о Лэнсе Реддике». Позже изданию TMZ стала известна точная причина смерти Лэнса Реддика. Судя по опубликованным документам, актёр умер из-за ишемической болезни сердца и влияния на организм атеросклеротического заболевания коронарных артерий. В документах также сказано, что актёр будет кремирован.

## Фильмография

### Кино
| Год  | Название              | Оригинальное название             | Роль             | Примечания         |
| ---- | --------------------- | --------------------------------- | ---------------- | ------------------ |
| 1998 | Осада                 | The Siege                         | агент Флойд Роуз |                    |
| 1998 | Годзилла              | Godzilla                          | солдат           | в титрах не указан |
| 1998 | Большие надежды       | Great Expectations                | Антон Ле Фардж   |                    |
| 2000 | Я мечтала об Африке   | I Dreamed of Africa               | Саймон           |                    |
| 2010 | Джона Хекс            | Jonah Hex                         | Смит             |                    |
| 2013 | Штурм Белого дома     | White House Down                  | генерал Колфилд  |                    |
| 2013 | Олдбой                | Oldboy                            | Дэниэл Ньюкомб   |                    |
| 2014 | Гость                 | The Guest                         | Ричард Карвер    |                    |
| 2014 | Изъяны                | Faults                            | Мик              |                    |
| 2014 | Джон Уик              | John Wick                         | Харон            |                    |
| 2017 | Джон Уик 2            | John Wick: Chapter Two            | Харон            |                    |
| 2019 | Джон Уик 3            | John Wick: Chapter 3 — Parabellum | Харон            |                    |
| 2019 | Падение Ангела        | Angel Has Fallen                  | Дэвид Джентри    |                    |
| 2021 | Годзилла против Конга | Godzilla vs. Kong                 | директор Монарха |                    |
| 2023 | Джон Уик 4            | John Wick: Chapter 4              | Харон            |                    |
| 2025 | Балерина              | Ballerina                         | Харон            | Камео              |

### Телевидение
| Год       | Название                                 | Оригинальное название             | Роль                     | Примечания  |
| --------- | ---------------------------------------- | --------------------------------- | ------------------------ | ----------- |
| 2000—2001 | Тюрьма Оз                                | Oz                                | Десмонд Мобай            | 12 эпизодов |
| 2001—2004 | Закон и порядок                          | Law & Order                       | Капитан Гасана           | 2 эпизода   |
| 2002—2008 | Прослушка                                | The Wire                          | Сэдрик Дениелс           | 60 эпизодов |
| 2005—2006 | C.S.I.: Место преступления Майами        | CSI: Miami                        | агент Дэвид Парк         | 3 эпизода   |
| 2007      | 4исла                                    | Numb3rs                           | Лейтенант Стив Дэвидсон  | 1 эпизод    |
| 2008—2009 | Остаться в живых                         | Lost                              | Мэттью Аббадон           | 4 эпизода   |
| 2008—2013 | Грань                                    | Fringe                            | Филлип Бройлс            | 87 эпизодов |
| 2013—2014 | Американская история ужасов: Шабаш       | American Horror Story: Coven      | Папа Легба               | 3 эпизода   |
| 2014      | Искусственный интеллект                  | Intelligence                      | Джеффри Тетазу           |             |
| 2014—2020 | Босх                                     | Bosch                             | шеф полиции Ирвин Ирвинг | 30 эпизодов |
| 2018      | Американская история ужасов: Апокалипсис | American Horror Story: Apocalypse | Папа Легба               | 1 эпизод    |
| 2018      | Корпорация                               | Corporate                         | Кристиан Девилл          |             |
| 2021      | Детство Шелдона                          | Young Sheldon                     | Профессор Буше           | 1 эпизод    |
| 2022      | Обитель зла                              | Resident Evil                     | Альберт Вескер           | 8 эпизодов  |
| 2023      | Перси Джексон и Олимпийцы                | Percy Jackson and the Olympians   | Зевс                     |             |

### Компьютерные игры
| Год  | Название                   | Роль                      |
| ---- | -------------------------- | ------------------------- |
| 2009 | 50 Cent: Blood on the Sand | Дерек Картер              |
| 2013 | Payday 2                   | Харон                     |
| 2014 | Destiny                    | Коммандер Завала          |
| 2016 | Quantum Break              | Мартин Хэтч               |
| 2017 | Horizon Zero Dawn          | Сайленс                   |
| 2017 | Destiny 2                  | Коммандер Завала          |
| 2018 | Destiny 2: Forsaken        | Коммандер Завала          |
| 2019 | Destiny 2: Shadowkeep      | Коммандер Завала          |
| 2022 | Horizon Forbidden West     | Сайленс                   |
| 2023 | Alan Wake 2                | Мистер Дор (планировался) |